# Герб Никеля
Герб муниципального образования городское поселение Никель Печенгского района Мурманской области Российской Федерации — является официальным символом муниципального образования и отражает исторические, культурные, социально-экономические, национальные и иные местные традиции..

## Описание и толкование символики герба
Герб представляет собой геральдический варяжский щит, пересечённый в соотношении 4/1. Верхняя часть лазоревого цвета — символ чести, славы, преданности, истины, красоты, добродетели и чистого неба. Нижняя часть (оконечность) червлёного цвета — символ солнца, жизнеутверждающей силы, красоты.
Символика герба проста и понятна, в основу положены природные богатства — в центре знак химического элемента № 28 (никель) из периодической таблицы Д. И. Менделеева (белого цвета в черной окантовке), который говорит о наличии месторождений медно-никелевых руд и соответственно об основном виде деятельности местного населения в горном и металлургическом производстве.
В верхней части герба — изображение северного сияния в виде золотых лучей, расходящихся вверх от тройной дуги (элемент герба Мурманской области).
В нижней части — три заснеженные горные вершины, символизирующие местность, где сходятся границы трех северных соседей-государств России, Норвегии и Финляндии.
Герб утверждён 26 февраля 2008 года решением № 11 Совета депутатов муниципального образования городское поселение Никель Печенгского района Мурманской области.
Герб в Государственный геральдический регистр Российской Федерации не внесён.